# NextGen America
 (août 2022).
NextGen America est un comité d'action politique et à but non lucratif de plaidoyer progressiste créé en 2013 par le gestionnaire de fonds spéculatifs milliardaire Tom Steyer. Le groupe mobilise les jeunes électeurs sur des questions telles que le climat, les soins de santé, la liberté reproductive, l'immigration et l'égalité. Depuis sa création, l'organisation 501(c)(4) a contacté des millions de jeunes avec des messages les encourageant à voter.

## Histoire
L'homme d'affaires Tom Steyer a fondé NextGen America (initialement appelé NextGen Climate) en 2013 et a démissionné de son poste de président après avoir annoncé sa candidature à la présidence en 2019.

### Cycle électoral 2014
La branche politique de NextGen America, le super PAC NextGen Climate Action Committee, a commencé à apporter son soutien aux candidats en 2013. Lors des 11 élections sénatoriales américaines les plus compétitives de 2014, le Comité d'action climatique NextGen a dépensé un peu plus de 19 millions de dollars pour soutenir les candidats démocrates, ce qui en fait le septième plus gros dépensier en dehors des entreprises. Ils ont soutenu le démocrate Edward Markey lors de l'élection spéciale pour occuper le siège du sénat du secrétaire John Kerry,, ainsi que le démocrate Terry McAuliffe dans la course de Virginie au poste de gouverneur contre le républicain Ken Cuccinelli. Markey et McAuliffe ont tous deux gagné.
Le super PAC a contribué aux élections de mi-mandat de 2014, ciblant les données démographiques considérées comme les plus susceptibles de voter en fonction des préoccupations environnementales. Les élections sénatoriales américaines dans le Michigan, l'Iowa, le New Hampshire et le Colorado ont été ciblées dans le but d'aider les démocrates à conserver leur majorité au Sénat américain. Le super PAC a également soutenu des candidats au poste de gouverneur dans le Maine, la Floride et la Pennsylvanie.

### Cycle électoral 2016
En avril 2016, NextGen America a lancé une campagne pour inscrire les électeurs sur les campus universitaires de sept États du champ de bataille politique. NextGen a dépensé plus de 25 millions de dollars dans sept États clés du champ de bataille lors des élections de 2016, contribuant aux gains démocrates aux niveaux fédéral et étatique, notamment la candidature réussie de Catherine Cortez Masto au Sénat au Nevada et la campagne réussie de Maggie Hassan au New Hampshire.

### Élections en Virginie de 2017
En 2017, NextGen America a dépensé 3,3 millions de dollars lors des élections à l'échelle de l'État de Virginie, contribuant à un nombre record de jeunes électeurs qui se sont rendus aux urnes. Le groupe a consacré la plupart des fonds à l'organisation de base, en mettant l'accent sur les étudiants et les autres jeunes électeurs, les nouveaux électeurs immigrés et les électeurs de la classe ouvrière, en faveur du candidat démocrate au poste de gouverneur Ralph Northam et d'autres candidats démocrates.

### Cycle électoral 2018
Lors des élections de 2018, Steyer visait à renverser la Chambre, ciblant les titulaires républicains et se fixant pour objectif de destituer Donald Trump. NextGen a déclaré qu'il ciblait la Génération Y. Au cours du cycle électoral de 2018, Steyer a dépensé au moins 123 millions de dollars. De ce montant, 33 millions de dollars sont allés à l'initiative de mobilisation des jeunes électeurs NextGen Rising ; 40 millions de dollars sont allés à l'initiative Need To Impeach, 30 millions de dollars sont allés à des initiatives de vote sur l'énergie propre au Michigan, en Arizona et au Nevada ; 10 millions de dollars sont allés à l'initiative Need to Vote ; et 2,2 millions de dollars sont allés au super PAC NextGen Climate Action, qui a soutenu 22 candidats démocrates à la Chambre et 4 candidats démocrates au Sénat. Sur les 22 démocrates de la Chambre soutenus par NextGen Climate Action, 59 % ont gagné. Le groupe a dépensé des fonds en Floride et en Californie, et en Virginie, entre autres. Les initiatives d'énergie propre soutenues par Steyer ont gagné au Michigan et au Nevada, mais ont perdu en Arizona.

### Cycle électoral 2019
En 2019, NextGen a engagé plus d'un million de dollars pour enregistrer et faire voter de jeunes électeurs dans toute la Virginie lors des élections à l'échelle de l'État. NextGen gère également des programmes de contact et d'inscription des électeurs dans 10 autres États en 2019, dont la Pennsylvanie, la Caroline du Nord, la Floride, le New Hampshire, le Wisconsin, le Maine, l'Arizona, le Nevada, le Michigan et l'Iowa.

### Cycle électoral 2020
NextGen a enregistré plus de 20 000 jeunes électeurs en préparation du cycle électoral de 2020. L'organisation a mobilisé un nombre historique de jeunes électeurs pour renverser la Maison Blanche, le Sénat, pour protéger la majorité démocrate à la Chambre, et pour créer des tiercés démocrates au niveau de l'État.